# ヴォークラン (大型駆逐艦)
ヴォークラン(Vauquelin)は、1930年代にフランス海軍（Marine Nationale)で建造された6隻のヴォークラン級駆逐艦（contre-torpilleurs）のネームシップである。同艦は1934年に就役し、その艦歴の大半を地中海で過ごした。1936年から1939年にかけてのスペイン内戦では、不介入協定の履行に貢献した。1939年9月にフランスがドイツに宣戦布告すると、すべてのヴォークラン級はフランス輸送船団を護衛し、必要に応じて他の司令部を支援することを任務とする公海軍（Forces de haute mer、FHM）に配属された。ヴォークランは一隻の重巡洋艦をフランス領西アフリカまで護衛したが、それ以外は戦争期間中地中海に留まった。
ヴィシー・フランスは6月のフランス降伏後、公海軍を改編した。1941年6月に連合軍に侵攻されたフランス領レバノンに弾薬を輸送し、翌月には援軍の輸送に失敗した。1942年11月、ドイツ軍がヴィシー・フランスを占領した際、ヴォークランはトゥーロンで自沈した。連合国軍の空襲で損傷したこの船は、戦時中に目立った引き揚げは行われず、1951年に解体された。

## 設計と説明

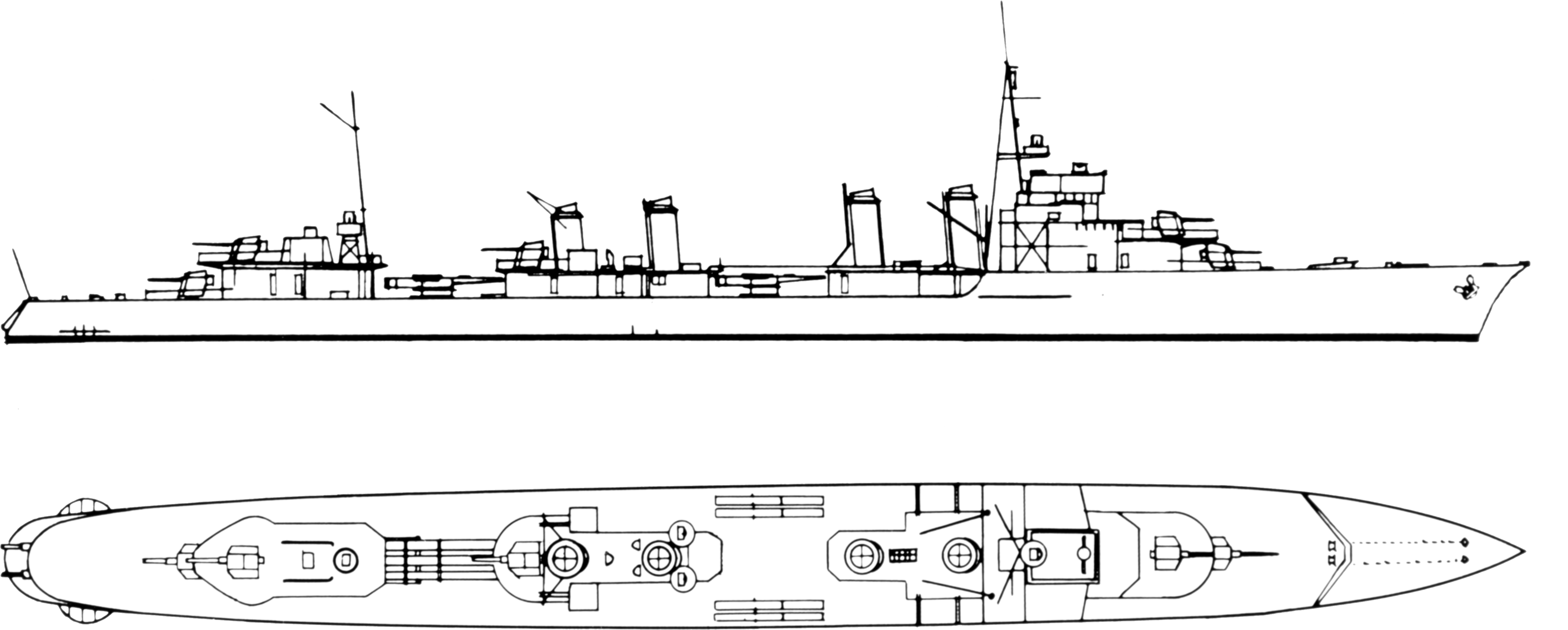
ヴォークラン級の右側面図と平面図

ヴォークラン級は、先行するエーグル級駆逐艦の改良型として設計された。全長129.3メートル、全幅11.8メートル、喫水4.97メートルである。標準時の排水量は2,441トン（2,402ロングトン）、満載時は3,120トン（3,070ロングトン）であった。4基のデュ・テンプル製ボイラーから供給される蒸気を使用し、2基のギア式蒸気タービンでそれぞれ1本のプロペラシャフトを駆動した。タービンの出力は64,000メートル馬力（47,000 kW、63,000馬力）で、時速36ノット（67 km/h、41 mph）で推進するように設計されていた。1933年4月7日の海上公試では、ヴォークランのパーソンズ・タービンは79,846PS（58,727kW、78,754馬力）を発揮し、39.7ノット（時速73.5km、45.7マイル）を1時間記録した。この船は、14ノット（時速26km）で3,000海里（5,600km、3,500マイル）の航続距離を出すのに十分な重油を積んでいた。乗組員は、平時には10人の士官と201人の乗組員、戦時には12人の士官と220人の下士官で構成されていた。
ヴォークラン級の主兵装は、138.6ミリ（5.5インチ）モデール1927砲5門の単装シールドマウント、上部構造の前部と後部に1基ずつ、後部煙突に5基目の砲を搭載していた。対空兵装は、37ミリ単装砲（1927年式）4門を艦尾に、13.2ミリ連装高射機関砲（1929年式）2門を艦橋横の甲板に装備していた。この艦は550ミリ魚雷発射管用の水上二連装架台を2基搭載しており、各煙突対の間の各舷側に1基ずつ、また後部煙突対の後方に左右に横断できる3連装架台を1基搭載していた。艦尾には一対の爆雷投射機があり、合計16発の200キログラム（440ポンド）爆雷を搭載、予備としてさらに8発を搭載可能であった。また、艦尾煙突横の両舷に1基ずつ、計12基の100キログラム（220ポンド）爆雷を搭載する1対の爆雷投射機も装備されていた。ブレゲB4 530キログラム（1,170ポンド）機雷を40個投下するためのレールを装備することもできた。

### 改造
1936年に爆雷投射機が撤去され、代わりに200キログラムの爆雷が搭載された。1939年初頭、13.2ミリ機銃が艦橋の前に配置換えされた。1940年5月、ヴォークランに搭載されていた4基の37ミリ単装砲は、2基の双装砲に換装された。9月の開戦後、海軍は対潜水艦戦の戦術を再考し、一対の爆雷投射機を復活させたが、これは以前搭載されていたものより古いモデルであった。ヴォークランは1940年6月に受け取り、12月にはイギリスのアルファ128ASDICシステムを搭載した。ブローニング13.2ミリAA機銃のペアが1940年後半から1941年前半にかけてメインマストの上に設置された。8月6日から9月7日にかけて行われた対空改装では、メインマストが2基の37ミリ連装砲と1基のブローニングのためのプラットフォームに置き換えられ、ホッチキス機関砲は煙突間の新しいプラットフォームに移動され、以前の位置には新しいブローニングが設置された。

## 建造と艦歴

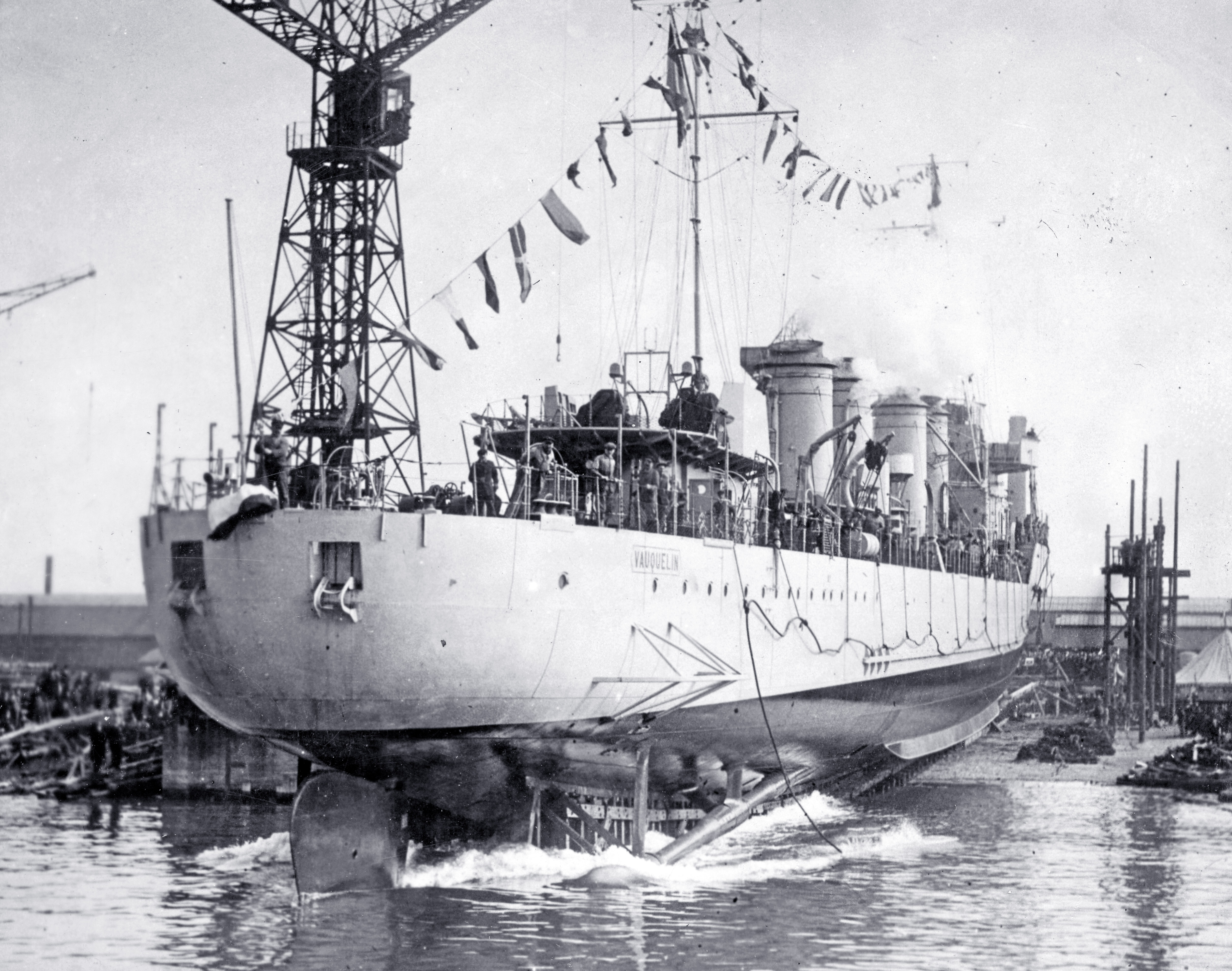
進水するヴォークラン、1932年9月29日

ジャン・ヴォークランにちなんで命名されたヴォークランは、1929年の海軍計画の一環として、1930年2月1日にフランスのアトリエ・エ・シャンティエに発注された。1930年3月13日にダンケルク造船所で起工され、1932年9月29日に進水、1933年11月3日に就役、1934年3月28日に就航した。プロペラの損傷により就航は数ヶ月遅れ、さらに海上試験中に岩に衝突し、全長40m (131 ft)の船体メッキが損傷した。
ヴォークランは第5軽師団と新設の第6軽師団（Division légère (DL)）に配属され、後に偵察師団（Division de contre-torpilleurs）に改称された。ヴォークランと姉妹艦のケルサンとマイレ・ブレゼは、ブレストを拠点とする第2軽戦隊（2e Escadre légère）の第6軽戦隊に配属された。1934年8月5日から9月23日まで、ヴォークランは探検家ジャック・カルティエのカナダ初訪問400周年を記念して、サンピエール島とミクロン島、ハリファックス、ケベックを訪問した。帰還直後の10月、第6戦隊はトゥーロンの第1戦隊（1e Escadre）の大型駆逐艦群（GCT：Groupe de contre-torpilleurs）に編入され、第9戦隊に改番された。1935年6月27日、カサールを除くすべてのヴォークラン級は、第1戦隊と第2戦隊の合同作戦の後、ドゥアルネーズ海峡で海軍大臣フランソワ・ピエトリが行った観艦式に参加した。
1936年7月にスペイン内戦が始まると、地中海の大型駆逐艦と駆逐艦はスペインにいるフランス人を支援し、不介入協定の一環として9月24日から月交代でフランスに割り当てられた監視区域をパトロールすることになった。GCTは9月15日、以前の第3軽戦隊の呼称に戻った。10月1日付でヴォークラン、タルテュ、シュヴァリエ・ポールは第5軽飛行隊に、ケルサン、マイレ・ブレゼ、カサールは第9軽飛行隊に所属し、両飛行隊は現在の第1戦隊と同じ地中海戦隊に配属された。1938年5月から6月にかけて、地中海戦隊は東地中海を巡航し、1939年7月1日に地中海艦隊（Flotte de la Méditerranée）として再指定された。
1939年8月27日、ナチス・ドイツとの戦争を見越して、フランス海軍は地中海艦隊を3個中隊からなるFHMに再編成する計画を立てた。フランスが9月3日に宣戦布告すると、再編成が命じられ、ヴォークラン級の全艦を含む第5偵察師団と第9偵察師団を含む第3軽戦隊が配属された。10月中旬、ヴォークランとマイレ・ブレゼは重巡洋艦アルジェリーとデュプレクスをフランス領西アフリカのダカールまで護衛し、その後輸送船団を護衛して帰国した。 ヴォークラン、シュヴァリエ・ポール、タルテュを擁する第5偵察師団は、フィンランドが3月にモスクワ講和条約に調印することを余儀なくされなければ、ソビエトとの冬戦争中にフィンランドを支援するために1940年初頭に編成されるはずであったZ部隊に暫定的に配属された 6月22日のフランス降伏の3日後、フランス領アルジェリアのメルス＝エル＝ケビールにいたケルサンを除き、すべてのヴォークラン級はトゥーロンに駐留した。
ヴィシー・フランス政府は、イタリアとドイツの休戦委員会と部隊の活動と人数を制限する規則を交渉した後、9月25日にFHMを再発足させた。ヴォークラン、タルテュ、シュヴァリエ・ポールは11月15日にFHMに配属された。連合国が1941年6月8日にレバノンとシリアに侵攻した後、ヴィシー政府の陸軍・国防大臣フランソワ・ダルラン提督は、シュヴァリエ・ポールにフランス領レバノンのベイルートでフランス艦船用の弾薬を運ぶよう命じ、6月11日に出発した。シュヴァリエ・ポールは無線でその許可を求めたが、イギリスはそれを解読し、この船の任務と航路を知らせた。シュヴァリエ・ポールは6月16日早朝、キプロスを拠点とする雷撃機によって撃沈され、翌日、138.6ミリ弾800発を搭載したヴォークランが派遣された。イギリス軍に発見されることなく、21日にベイルートに到着したが、翌日、イギリス空軍11飛行隊のブリストル・ブレニム爆撃機3機によって6回被弾し、乗組員5名が死亡、17名が負傷した。

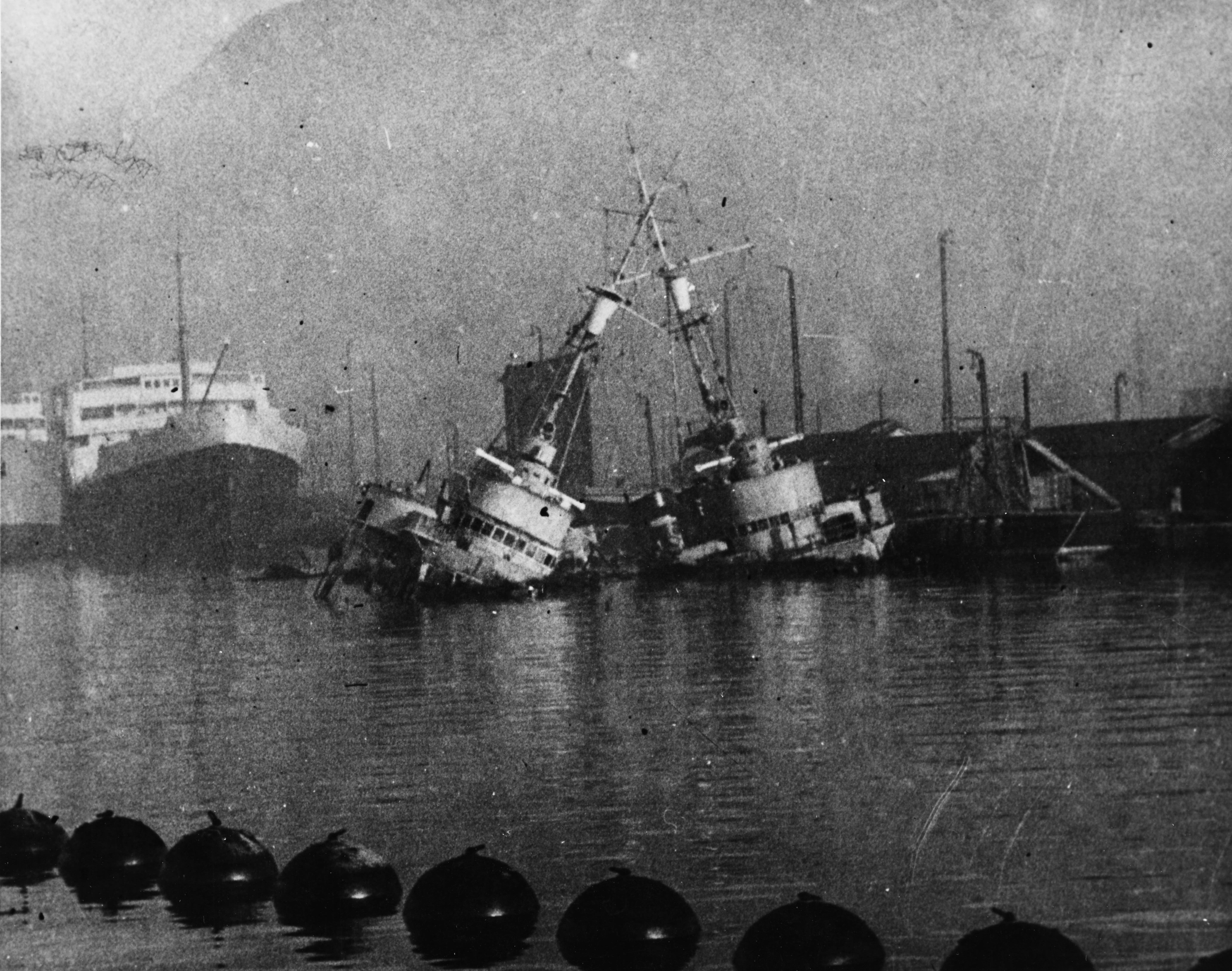
1942年11月27日、トゥーロンで沈没したヴォークラン（左）とケルサン

ヴォークランと他の2隻の大型駆逐艦、ゲパールとヴァルミはもともとベイルートを拠点としていたが、6月29日に枢軸国支配下のギリシャのテッサロニキに向けて出航した。レバノンへの援軍として、アルジェリア軽歩兵（Tirailleurs algériens）大隊の兵士450人と物資90トン（89ロングトン）を積み込んだ。船は7月5日に出発したが、途中でイギリスの偵察機に発見され、発見されたら引き返すという命令に従い、9日にテッサロニキに戻った。3隻とも7月22日にトゥーロンに到着した。
ヴォークランは、1942年2月に損傷した戦艦ダンケルクをトゥーロンに護送する準備のため、12月初旬にフランス領アルジェリアのアルジェに移送された。連合国が11月8日にフランス領北アフリカに侵攻した後、ドイツ軍は11月27日にトゥーロンでフランス艦船を無傷で拿捕しようとしたが、乗組員によって阻止された。この船は港の底に沈んでリスト化された。爆弾の直撃を受けるまで、引き揚げの努力はほとんどなされなかった。沈没船は1951年にその場で解体された。